# Masters de Snooker
O Masters é um torneio profissional de snooker organizado pela WPBSA, que reúne anualmente os 16 melhores jogadores do mundo. É o segundo torneio mais antigo desta modalidade, após o Campeonato do Mundo, e um dos eventos da Triple Crown (com o Campeonato do Mundo e o Campeonato Britânico). Ronnie O'Sullivan é o jogador que mais vezes venceu o Masters. É normalmente jogado em Londres, sendo desde 2012 jogado no Alexandra Palace. Em 2021 foi jogado em Milton Keynes.

## Vencedores e finalistas
| Ano  | Vencedor          | Finalista         | Placar | Época   | Local                              | Ref.                          |
| ---- | ----------------- | ----------------- | ------ | ------- | ---------------------------------- | ----------------------------- |
| 1975 | John Spencer      | Ray Reardon       | 9–8    | 1974–75 | West Centre Hotel, Londres         | [ 3 ] [ 4 ] [ 5 ] [ 6 ]       |
| 1976 | Ray Reardon       | Graham Miles      | 7–3    | 1975–76 | New London Theatre, Londres        | [ 3 ] [ 4 ] [ 5 ] [ 6 ]       |
| 1977 | Doug Mountjoy     | Ray Reardon       | 7–6    | 1976–77 | New London Theatre, Londres        | [ 3 ] [ 4 ] [ 5 ] [ 6 ]       |
| 1978 | Alex Higgins      | Cliff Thorburn    | 7–5    | 1977–78 | New London Theatre, Londres        | [ 3 ] [ 4 ] [ 5 ] [ 6 ]       |
| 1979 | Perrie Mans       | Alex Higgins      | 8–4    | 1978–79 | Wembley Conference Centre, Londres | [ 3 ] [ 4 ] [ 5 ] [ 6 ]       |
| 1980 | Terry Griffiths   | Alex Higgins      | 9–5    | 1979–80 | Wembley Conference Centre, Londres | [ 3 ] [ 4 ] [ 5 ] [ 6 ]       |
| 1981 | Alex Higgins      | Terry Griffiths   | 9–6    | 1980–81 | Wembley Conference Centre, Londres | [ 3 ] [ 4 ] [ 5 ] [ 6 ]       |
| 1982 | Steve Davis       | Terry Griffiths   | 9–5    | 1981–82 | Wembley Conference Centre, Londres | [ 3 ] [ 4 ] [ 5 ] [ 6 ]       |
| 1983 | Cliff Thorburn    | Ray Reardon       | 9–7    | 1982–83 | Wembley Conference Centre, Londres | [ 3 ] [ 4 ] [ 5 ] [ 6 ]       |
| 1984 | Jimmy White       | Terry Griffiths   | 9–5    | 1983–84 | Wembley Conference Centre, Londres | [ 3 ] [ 4 ] [ 5 ] [ 6 ]       |
| 1985 | Cliff Thorburn    | Doug Mountjoy     | 9–6    | 1984–85 | Wembley Conference Centre, Londres | [ 3 ] [ 4 ] [ 5 ] [ 6 ]       |
| 1986 | Cliff Thorburn    | Jimmy White       | 9–5    | 1985–86 | Wembley Conference Centre, Londres | [ 3 ] [ 4 ] [ 5 ] [ 6 ]       |
| 1987 | Dennis Taylor     | Alex Higgins      | 9–8    | 1986–87 | Wembley Conference Centre, Londres | [ 3 ] [ 4 ] [ 5 ] [ 6 ]       |
| 1988 | Steve Davis       | Mike Hallett      | 9–0    | 1987–88 | Wembley Conference Centre, Londres | [ 3 ] [ 4 ] [ 5 ] [ 6 ]       |
| 1989 | Stephen Hendry    | John Parrott      | 9–6    | 1988–89 | Wembley Conference Centre, Londres | [ 3 ] [ 4 ] [ 5 ] [ 6 ]       |
| 1990 | Stephen Hendry    | John Parrott      | 9–4    | 1989–90 | Wembley Conference Centre, Londres | [ 3 ] [ 4 ] [ 5 ] [ 6 ]       |
| 1991 | Stephen Hendry    | Mike Hallett      | 9–8    | 1990–91 | Wembley Conference Centre, Londres | [ 3 ] [ 4 ] [ 5 ] [ 6 ]       |
| 1992 | Stephen Hendry    | John Parrott      | 9–4    | 1991–92 | Wembley Conference Centre, Londres | [ 3 ] [ 4 ] [ 5 ] [ 6 ]       |
| 1993 | Stephen Hendry    | James Wattana     | 9–5    | 1992–93 | Wembley Conference Centre, Londres | [ 3 ] [ 4 ] [ 5 ] [ 6 ]       |
| 1994 | Alan McManus      | Stephen Hendry    | 9–8    | 1993–94 | Wembley Conference Centre, Londres | [ 3 ] [ 4 ] [ 5 ] [ 6 ]       |
| 1995 | Ronnie O'Sullivan | John Higgins      | 9–3    | 1994–95 | Wembley Conference Centre, Londres | [ 3 ] [ 4 ] [ 5 ] [ 6 ]       |
| 1996 | Stephen Hendry    | Ronnie O'Sullivan | 10–5   | 1995–96 | Wembley Conference Centre, Londres | [ 3 ] [ 4 ] [ 5 ] [ 6 ]       |
| 1997 | Steve Davis       | Ronnie O'Sullivan | 10–8   | 1996–97 | Wembley Conference Centre, Londres | [ 3 ] [ 4 ] [ 5 ] [ 6 ]       |
| 1998 | Mark Williams     | Stephen Hendry    | 10–9   | 1997–98 | Wembley Conference Centre, Londres | [ 3 ] [ 4 ] [ 5 ] [ 6 ]       |
| 1999 | John Higgins      | Ken Doherty       | 10–8   | 1998–99 | Wembley Conference Centre, Londres | [ 3 ] [ 4 ] [ 5 ] [ 6 ]       |
| 2000 | Matthew Stevens   | Ken Doherty       | 10–8   | 1999–00 | Wembley Conference Centre, Londres | [ 3 ] [ 4 ] [ 5 ] [ 6 ]       |
| 2001 | Paul Hunter       | Fergal O'Brien    | 10–9   | 2000–01 | Wembley Conference Centre, Londres | [ 3 ] [ 4 ] [ 5 ] [ 6 ]       |
| 2002 | Paul Hunter       | Mark Williams     | 10–9   | 2001–02 | Wembley Conference Centre, Londres | [ 3 ] [ 4 ] [ 5 ] [ 6 ]       |
| 2003 | Mark Williams     | Stephen Hendry    | 10–4   | 2002–03 | Wembley Conference Centre, Londres | [ 3 ] [ 4 ] [ 5 ] [ 6 ]       |
| 2004 | Paul Hunter       | Ronnie O'Sullivan | 10–9   | 2003–04 | Wembley Conference Centre, Londres | [ 3 ] [ 4 ] [ 5 ] [ 6 ]       |
| 2005 | Ronnie O'Sullivan | John Higgins      | 10–3   | 2004–05 | Wembley Conference Centre, Londres | [ 3 ] [ 4 ] [ 5 ] [ 6 ]       |
| 2006 | John Higgins      | Ronnie O'Sullivan | 10–9   | 2005–06 | Wembley Conference Centre, Londres | [ 3 ] [ 4 ] [ 5 ] [ 6 ]       |
| 2007 | Ronnie O'Sullivan | Ding Junhui       | 10–3   | 2006–07 | Wembley Arena                      | [ 3 ] [ 4 ] [ 5 ] [ 6 ]       |
| 2008 | Mark Selby        | Stephen Lee       | 10–3   | 2007–08 | Wembley Arena                      | [ 3 ] [ 4 ] [ 5 ] [ 6 ]       |
| 2009 | Ronnie O'Sullivan | Mark Selby        | 10–8   | 2008–09 | Wembley Arena                      | [ 3 ] [ 4 ] [ 5 ] [ 6 ]       |
| 2010 | Mark Selby        | Ronnie O'Sullivan | 10–9   | 2009–10 | Wembley Arena                      | [ 3 ] [ 4 ] [ 5 ] [ 6 ]       |
| 2011 | Ding Junhui       | Marco Fu          | 10–4   | 2010–11 | Wembley Arena                      | [ 3 ] [ 4 ] [ 5 ] [ 6 ] [ 7 ] |
| 2012 | Neil Robertson    | Shaun Murphy      | 10–6   | 2011–12 | Alexandra Palace, Londres          | [ 5 ] [ 6 ] [ 8 ] [ 9 ]       |
| 2013 | Mark Selby        | Neil Robertson    | 10–6   | 2012–13 | Alexandra Palace, Londres          | [ 6 ] [ 10 ] [ 11 ]           |
| 2014 | Ronnie O'Sullivan | Mark Selby        | 10–4   | 2013–14 | Alexandra Palace, Londres          | [ 6 ] [ 12 ] [ 13 ]           |
| 2015 | Shaun Murphy      | Neil Robertson    | 10–2   | 2014–15 | Alexandra Palace, Londres          | [ 6 ] [ 14 ] [ 15 ]           |
| 2016 | Ronnie O'Sullivan | Barry Hawkins     | 10–1   | 2015–16 | Alexandra Palace, Londres          | [ 6 ] [ 16 ]                  |
| 2017 | Ronnie O'Sullivan | Joe Perry         | 10–7   | 2016–17 | Alexandra Palace, Londres          | [ 6 ] [ 17 ]                  |
| 2018 | Mark Allen        | Kyren Wilson      | 10–7   | 2017–18 | Alexandra Palace, Londres          | [ 6 ] [ 18 ]                  |
| 2019 | Judd Trump        | Ronnie O'Sullivan | 10–4   | 2018–19 | Alexandra Palace, Londres          | [ 6 ] [ 19 ]                  |
| 2020 | Stuart Bingham    | Ali Carter        | 10–8   | 2019–20 | Alexandra Palace, Londres          | [ 6 ] [ 20 ]                  |
| 2021 | Yan Bingtao       | John Higgins      | 10–8   | 2020–21 | Marshall Arena, Milton Keynes      | [ 6 ] [ 21 ]                  |
| 2022 | Neil Robertson    | Barry Hawkins     | 10–4   | 2021–22 | Alexandra Palace, Londres          | [ 6 ] [ 22 ]                  |
| 2023 | Judd Trump        | Mark Williams     | 10–8   | 2022–23 | Alexandra Palace, Londres          |                               |
| 2024 | Ronnie O'Sullivan | Ali Carter        | 10–7   | 2023–24 | Alexandra Palace, Londres          |                               |
| 2025 | Shaun Murphy      | Kyren Wilson      | 10–7   | 2024–25 | Alexandra Palace, Londres          |                               |